# U-565
| U-565                                    | U-565 | U-565 |
| ---------------------------------------- | --- | --- |
|                                          | | |
|                                          | | |
| Зображення підводного човна підтипу VIIC | | |
| Під прапором                             | Третій Рейх | Третій Рейх |
| Спуск на воду                            | 20 лютого 1941 року                                                                                                | 20 лютого 1941 року                                                                                                |
| Введений до складу флоту                 | 10 квітня 1941 року                                                                                                | 10 квітня 1941 року                                                                                                |
| Сучасний статус                          | 24 вересня 1944 року пошкоджений американською авіацією; 30 вересня затоплений глибинними бомбами на ВМБ Саламін   | 24 вересня 1944 року пошкоджений американською авіацією; 30 вересня затоплений глибинними бомбами на ВМБ Саламін   |
| Проєкт                                   | | |
| Тип ПЧ                                   | Торпедний ДПЧ | Торпедний ДПЧ |
| Розробник проєкту                        | Blohm + Voss, Гамбург                                                                                              | Blohm + Voss, Гамбург                                                                                              |
| Основні характеристики                   | | |
| Швидкість (надводна)                     | 17,7 вузла | 17,7 вузла |
| Швидкість (підводна)                     | 7,6 вузла | 7,6 вузла |
| Робоча глибина занурення                 | 100 м | 100 м |
| Гранична глибина занурення               | 230 м | 230 м |
| Автономність плавання                    | 135—174 км на швидкості 4 вузли (в підводному положенні) 11 470 км на швидкості 10 вузлів (у надводному положенні) | 135—174 км на швидкості 4 вузли (в підводному положенні) 11 470 км на швидкості 10 вузлів (у надводному положенні) |
| Екіпаж                                   | 44—60 осіб | 44—60 осіб |
| Розміри                                  | | |
| Довжина найбільша (по КВЛ)               | 67,1 м | 67,1 м |
| Ширина корпусу найб.                     | 6,2 м | 6,2 м |
| Висота                                   | 9,6 м | 9,6 м |
| Середня осадка (по КВЛ)                  | 4,74 м | 4,74 м |
| Водотоннажність надводна                 | 769 т | 769 т |
| Озброєння                                | | |
| Артилерія                                | 1 × 88-мм палубна гармата SK C/35                                                                                  | 1 × 88-мм палубна гармата SK C/35                                                                                  |
| Торпедно- мінне озброєння                | 4 носових і один кормовий ТА. 14 торпед або 26 мін TMA                                                             | 4 носових і один кормовий ТА. 14 торпед або 26 мін TMA                                                             |
| ППО                                      | 1 × 20-мм зенітна гармата FlaK 30/38/Flakvierling                                                                  | 1 × 20-мм зенітна гармата FlaK 30/38/Flakvierling                                                                  |

U-565 — німецький підводний човен типу VIIC, що входив до складу крігсмаріне за часів Другої світової війни. Закладений 3 березня 1940 року на верфі Blohm + Voss у Гамбурзі. Спущений на воду 20 лютого 1941 року, 10 квітня 1941 року корабель увійшов до складу ВМС нацистської Німеччини.

## Бойовий шлях
Після введення U-565 до строю підводний човен входив до складу 1-ї флотилії ПЧ Крігсмаріне. З 1 січня 1942 року ПЧ увійшов до 29-ї флотилії підводних човнів, що діяла на Середземному морі.
З 10 квітня 1941 року і до вересня 1944 року, U-565 здійснив 20 бойових походів, переважно в Середземному морі, потопив три судна противника сумарною водотоннажністю 11 347 брутто-реєстрових тонн, два британські військові кораблі: легкий крейсер «Найад» й ескадрений міноносець «Партрідж», а також пошкодив ще два (17 565 тонн) судна.
24 вересня 1944 року німецький підводний човен перебував на військово-морській базі на грецькому острові Саламін, коли стався наліт американської 15-ї повітряної армії. Субмарина зазнала пошкоджень, а 30 вересня затоплений глибинними бомбами неподалік від Скарамангаса.

## Командири
- Оберлейтенант-цур-зее Йоганн Єбсен (10 квітня 1941 — 17 березня 1942)
- Капітан-лейтенант Вільгельм Франкен (17 березня 1942 — 7 жовтня 1943)
- Капітан-лейтенант Фріц Геннінг (8 жовтня 1943 — 24 вересня 1944)

## Перелік уражених U-565 суден у бойових походах
| №                                                                 | Дата            | Назва            | Тип                         | Належність      | Водотоннажність (брт) | Вантаж | Конвой       | Результат та координати                                               | Наслідки атаки для екіпажу         | Прим. |
| ----------------------------------------------------------------- | --------------- | ---------------- | --------------------------- | --------------- | --------------------- | --- | ------------ | --------------------------------------------------------------------- | ---------------------------------- | ----- |
| Четвертий похід (21.01—17.03.1942, 56 діб; Ла-Спеція—Ла-Спеція)   |                 |                  |                             |                 |                       | |              |                                                                       |                                    |       |
| 1                                                                 | 11 березня 1942 | «Найад»          | легкий крейсер              | Велика Британія | 5 450                 | |              | потоплено 32°01′ пн. ш. 26°20′ сх. д. / 32.017° пн. ш. 26.333° сх. д. | 664 (82 загинуло, 582 врятовані)   |       |
| П'ятий похід (11.04—30.04.1942, 20 діб; Ла-Спеція—Саламін)        |                 |                  |                             |                 |                       | |              |                                                                       |                                    |       |
| 2                                                                 | 23 квітня 1942  | Kirkland         | суховантажне судно          | Велика Британія | 1 361                 | баласт | Конвой TA 36 | потоплено 31°51′ пн. ш. 26°37′ сх. д. / 31.850° пн. ш. 26.617° сх. д. | 23 (1 загиблий, 22 врятовані)      |       |
| Десятий похід (23.11.1942—1.01.1943, 40 діб; Ла-Спеція—Ла-Спеція) |                 |                  |                             |                 |                       | |              |                                                                       |                                    |       |
| 3                                                                 | 18 грудня 1942  | «Партрідж»       | ескадрений міноносець       | Велика Британія | 1 540                 | |              | потоплено 35°50′ пн. ш. 1°35′ зх. д. / 35.833° пн. ш. 1.583° зх. д.   | 211 (38 загинуло, 173 врятовані)   |       |
| Одинадцятий похід (14.02—5.03.1943, 20 діб; Ла-Спеція—Ла-Спеція)  |                 |                  |                             |                 |                       | |              |                                                                       |                                    |       |
| 4                                                                 | 24 лютого 1943  | Nathanael Greene | суховантажне судно          | США             | 7 176                 | 1300 тонн генерального вантажу та продовольства, 700 тонн баласту. Танки та вантажні автомобілі на палубі | Конвой MKS 8 | пошкоджений 35°56′ пн. ш. 0°05′ сх. д. / 35.933° пн. ш. 0.083° сх. д. | 57 (4 загинуло, 53 врятовані)      |       |
| 5                                                                 | 27 лютого 1943  | Seminole         | танкер                      | Велика Британія | 10 389                | 8000 тонн авіаційного гасу                                                                                | Конвой TE 16 | пошкоджений 35°33′ пн. ш. 2°33′ зх. д. / 35.550° пн. ш. 2.550° зх. д. | 51 (1 загинув, 50 врятовані)       |       |
| Дванадцятий похід (8.04—12.05.1943, 35 діб; Ла-Спеція—Ла-Спеція)  |                 |                  |                             |                 |                       | |              |                                                                       |                                    |       |
| 6                                                                 | 20 квітня 1943  | Michigan         | суховантажне судно          | США             | 5 594                 | 6300 тонн генерального вантажу, планери на палубі                                                         | Конвой UGS 7 | потоплено 35°59′ пн. ш. 1°25′ зх. д. / 35.983° пн. ш. 1.417° зх. д.   | 61 (0 загинуло, усі врятовані)     |       |
| 7                                                                 | 20 квітня 1943  | Sidi-Bel-Abbès   | військове транспортне судно | Франція         | 4 392                 | сенегальські війська                                                                                      | Конвой UGS 7 | потоплено 35°59′ пн. ш. 1°25′ зх. д. / 35.983° пн. ш. 1.417° зх. д.   | 1131 (611 загинуло, 520 врятовані) |       |